# Dion Cooper
Dion Cooper, pseudonimo di Dion Cuiper (Wassenaar, 29 novembre 1993), è un cantautore olandese.
Ha rappresentato i Paesi Bassi all'Eurovision Song Contest 2023 con il brano Burning Daylight in duetto con Mia Nicolai.

## Biografia
È salito alla ribalta nel 2015, quando ha preso parte alla sesta edizione del talent show olandese The Voice of Holland su RTL 4. La sua esibizione di Feeling Good dei Muse gli ha fruttato l'approvazione di due giudici, ed è entrato a far parte del team di Ali B. Ha raggiunto la fase delle Battles prima di essere eliminato. Dopo un periodo di pausa, nel 2020 ha fondato la sua etichetta discografia Cooper Records, con cui ha pubblicato il singolo di debutto Much Higher. 
Il 1º novembre 2022 è stato confermato che l'emittente radiotelevisiva olandese AVROTROS l'ha selezionato internamente, insieme a Mia Nicolai, come rappresentante nazionale per l'Eurovision Song Contest 2023 a Liverpool, nel Regno Unito. Il loro brano eurovisivo, Burning Daylight, è stato presentato il 1º marzo 2023. Nel maggio successivo si sono esibiti durante la prima semifinale della manifestazione europea, senza però qualificarsi per la finale.

## Discografia

### EP
- 2021 – Too Young Too Dumb

### Singoli
- 2020 – Much Higher
- 2020 – Jealousy
- 2020 – Too Young Too Dumb
- 2020 – Simple
- 2020 – Bobbie's Song
- 2021 – Cold
- 2021 – Fire (feat. Maxine)
- 2022 – Know
- 2022 – Blue Jeans
- 2023 – Burning Daylight (con Mia Nicolai)